# Jane Mouton
Jane Srygley Mouton (ur. 15 kwietnia 1930, zm. 7 grudnia 1987) – amerykańska teoretyk zarządzania.
W 1951 otrzymała tytuł magistra psychologii na Uniwersytecie Florydy. W 1957 na Uniwersytecie Teksasu obroniła doktorat.
Razem z Robertem Blakiem przedstawiła w 1964 roku koncepcję siatki stylów kierowania, która opisywała je w zależności od stopnia nastawienia menedżerów na ludzi i zadania.